# Pragmatique Sanction
Une pragmatique sanction est un décret souverain solennel sur un sujet d'importance primordiale et qui prend valeur de loi fondamentale. À la fin de l'Empire romain, les pragmatiques sanctions (Pragmatica Sanctio, en latin) étaient des constitutions impériales qui concernaient des thèmes importants et d'intérêt général, promulguées à la demande d'un haut fonctionnaire et qui entraient en vigueur dès leur publication : dans la période de l'antiquité tardive-haut Moyen Âge, la plus connue est celle publiée à la fin de la guerre des Goths par Justinien à la demande du pape Vigile, pour signifier le retour de l'Italie sous la domination directe de l'empire.
Dans l'histoire tardive du Saint-Empire romain, le terme désignait plus spécifiquement un édit promulgué par l'empereur.
Utilisé comme nom propre (avec majuscules et sans mention de la date), le terme désigne en général la Pragmatique Sanction de 1713, un dispositif légal mis au point pour s'assurer que la succession des territoires héréditaires des Habsbourg (principalement : le grand-duché d'Autriche et les royaumes de Bohême et de Hongrie) passerait, et de façon indivisible, à la fille de l'empereur Charles VI, Marie-Thérèse.
Les pragmatiques sanctions ont tendance à être émises à des époques dans lesquelles la situation théorique idéale n'est plus tenable, et nécessite un changement de règlement.

## Liste des pragmatiques sanctions
- la Pragmatique Sanction de Justinien (554) ;
- la Pragmatique Sanction de saint Louis promulguée en mars 1269, un faux rédigé entre 1438 et 1452 ;
- la Pragmatique Sanction de Bourges (1438) ;
- la Pragmatique Sanction de Charles Quint (1549) ;
- la Pragmatique Sanction de Philippe II d'Espagne (1567) ;
- la Pragmatique Sanction de l'empereur Charles VI du Saint-Empire (1713), qui déclenche la guerre de Succession d'Autriche ;
- la Pragmatique Sanction (1713) de Philippe V d'Espagne[1], qui impose l'exclusion des femmes sur le trône d'Espagne (loi salique), jusqu'au décret de 1830 ;
- la Pragmatique Sanction (1723) adoptée par la Diète de Hongrie, qui reconnaît le même principe de succession par lignée féminine que la Pragmatique Sanction autrichienne de 1713 et permet ainsi à Marie-Thérèse d'Autriche de devenir  « roi » de Hongrie. Les lois du royaume de Hongrie ne reconnaissant pas le titre de reine ;
- la Pragmatique Sanction (1767) de  Charles III d'Espagne, qui dissout la Compagnie de Jésus en Espagne ;
- la Pragmatique Sanction (1776) de  Charles III d'Espagne sur les mariages inégaux ;
- la Pragmatique Sanction (1789) de  Charles IV d'Espagne, prévoyant d'annuler la Pragmatique Sanction de 1713 ;
- la Pragmatique Sanction (1830) de Ferdinand VII d'Espagne, mise en application de la précédente — jamais promulguée —, qui annule la loi salique.